# Pselaphandra
Pselaphandra é um género de coleópteros da família Erotylidae.